# Comuna de Piwniczna-Zdrój
Piwniczna-Zdrój (polaco: Gmina Piwniczna-Zdrój) é uma gminy (comuna) na Polónia, na voivodia de Pequena Polónia e no condado de Nowosądecki.
De acordo com os censos de 2008, a comuna tem 10 483 habitantes, com uma densidade 82,7 hab/km².

## Área
Estende-se por uma área de 126,7 km².

## Subdivisões
- Głębokie, Kokuszka, Łomnica-Zdrój, Młodów, Wierchomla Mała, Wierchomla Wielka, Zubrzyk oraz miasto Piwniczna-Zdrój.